# 杨石
杨石，字介之，越州上虞县（今浙江省上虞市）人，北宋政治人物。

## 生平
宋宁宗杨皇后侄子，杨次山次子。庆元年间，补承信郎，充閤门看班祗候，带御器械。历任扬州观察使、知閤门事，保宁节度使。进封信安郡侯。以检校少保进封开国公。宋宁宗驾崩後，宰相史弥远密谋拥立成国公赵昀，命杨石和其兄杨谷告知皇后，皇后不同意。杨石兄弟哭诉，说如果不从，祸变必生。皇后最终同意，立赵昀为宋理宗。杨石为开府仪同三司，充万寿观使。杨皇后为太后，垂帘听政。杨石密奏请太后撤帘还政。于是被进官为少保，封永宁郡王。因病任彰德、集庆节度使，进封魏郡王，死后赠太师。